# Campylocheta vansomereni
Campylocheta vansomereni là một loài ruồi trong họ Tachinidae.